# Gutenstein (Sigmaringen)
Gutenstein is een plaats in de Duitse gemeente Sigmaringen, deelstaat Baden-Württemberg, en telt 512 inwoners (2007).